# Leixão da Gaivota
Leixão da Gaivota este o arie protejată (arie de protecție specială avifaunistică — SPA) din Portugalia întinsă pe o suprafață de 0,16 ha, integral marine.

## Localizare
Centrul sitului Leixão da Gaivota este situat la coordonatele 37°06′15″N 8°31′01″W / 37.104293°N 8.516968°V.

## Înființare
Situl Leixão da Gaivota a fost declarat arie de protecție specială avifaunistică în martie 1988 pentru a proteja 1 specie de animale.

## Biodiversitate
Situată în ecoregiunea mediteraneană, aria protejată nu include niciun habitat protejat.
La baza desemnării sitului se află o specie protejată de  păsări: egretă mică (Egretta garzetta).